# Списак птица по родовима
Списак птица по родовима:
|  |  |  |  |  |  |  |  |  |  |  |  |  |  |  |  |  |  |  |  |  |  |  |  |  |  |  |  |  |  |

## A
- Abeillia
- Abroscopus
- Aburria
- Acanthagenys
- Acanthidops
- Acanthisitta
- Acanthiza
- Acanthorhynchus
- Acanthornis
- Accipiter
- Aceros
- Achaetops
- Acridotheres
- Acrobatornis
- Acrocephalus
- Acropternis
- Acryllium
- Actenoides
- Actinodura
- Actitis
- Actophilornis
- Adelomyia
- Aechmophorus
- Aegithalos
- Aegithina
- Aegolius
- Aegotheles
- Aegypius
- Aenigmatolimnas
- Aepypodius
- Aerodramus
- Aeronautes
- Aethia
- Aethopyga
- Afropavo
- Agamia
- Agapornis
- Agelaioides
- Agelaius
- Agelastes
- Agelasticus
- Aglaeactis
- Aglaiocercus
- Agriornis
- Agyrtria (потпада под Amazilia)
- Ailuroedus
- Aimophila
- Aix
- Alaemon
- Alario
- Alauda
- Alca
- Alcedo
- Alcippe
- Aleadryas
- Alectoris
- Alectroenas
- Alectrurus
- Alectura
- Alethe
- Alisterus
- Alle
- Allenia
- Alophoixus
- Alopochelidon
- Alopochen
- Amadina
- Amalocichla
- Amandava
- Amaurocichla
- Amaurolimnas
- Amaurornis
- Amaurospiza
- Amazilia
- Amazona
- Amazonetta
- Amblycercus
- Amblyornis
- Amblyospiza
- Amblyramphus
- Ammodramus
- Ammomanes
- Ammoperdix
- Ampeliceps
- Ampelioides
- Ampelion
- Amphispiza
- Amytornis
- Anabacerthia
- Anabathmis
- Anabazenops
- Anairetes
- Anaplectes
- Anarhynchus
- Anas
- Anastomus
- Ancistrops
- Andigena
- Androdon
- Andropadus
- Androphobus
- Anhima
- Anhinga
- Anisognathus
- Anodorhynchus
- Anomalospiza
- Anopetia
- Anorrhinus
- Anous
- Anser
- Anseranas
- Anthipes
- Anthobaphes
- Anthocephala
- Anthochaera
- Anthornis
- Anthoscopus
- Anthracoceros
- Anthracothorax
- Anthreptes
- Anthropoides
- Anthus
- Antilophia
- Anumbius
- Anurolimnas
- Anurophasis
- Apalharpactes
- Apalis
- Apaloderma
- Apalopteron
- Aphanotriccus
- Aphelocephala
- Aphelocoma
- Aphrastura
- Aphriza
- Aphrodroma (потпада под Lugensa)
- Aplonis
- Aprosmictus
- Aptenodytes
- Apteryx
- Apus
- Aquila
- Ara
- Arachnothera
- Aramides
- Aramidopsis
- Aramus
- Aratinga
- Arborophila
- Arcanator
- Archboldia
- Archilochus
- Ardea
- Ardeola
- Ardeotis
- Arenaria
- Argusianus
- Arremon
- Arremonops
- Arses
- Artamella
- Artamus
- Artisornis
- Arundinicola
- Ashbyia
- Asio
- Aspatha
- Asthenes
- Astrapia
- Asturina
- Atalotriccus
- Atelornis
- Athene
- Atlantisia
- Atlapetes
- Atrichornis
- Attagis
- Atthis
- Atticora
- Attila
- Augastes
- Aulacorhynchus
- Auriparus
- Automolus
- Aviceda
- Avocettula
- Aythya

## B
- Babax
- Baeolophus
- Baeopogon
- Baillonius
- Balaeniceps
- Balearica
- Bambusicola
- Bangsia
- Barnardius
- Bartramia
- Baryphthengus
- Basileuterus
- Basilornis
- Batara
- Bathmocercus
- Batis
- Batrachostomus
- Berenicornis
- Berlepschia
- Bernieria
- Bias
- Biatas
- Biziura
- Bleda
- Blythipicus
- Boissonneaua
- Bolbopsittacus
- Bolborhynchus
- Bombycilla
- Bonasa
- Bostrychia
- Botaurus
- Brachycope
- Brachygalba
- Brachypteracias
- Brachypteryx
- Brachyramphus
- Bradornis
- Bradypterus
- Branta
- Brotogeris
- Buarremon
- Bubalornis
- Bubo
- Bubulcus
- Bucanetes
- Buccanodon
- Bucco
- Bucephala
- Buceros
- Bucorvus
- Buettikoferella
- Bugeranus
- Bulweria
- Buphagus
- Burhinus
- Busarellus
- Butastur
- Buteo
- Buteogallus
- Buthraupis
- Butorides
- Bycanistes

## C
- Cabalus
- Cacatua
- Cacicus
- Cacomantis
- Cairina
- Calamanthus
- Calamonastes
- Calamospiza
- Calandrella
- Calcarius
- Calendulauda
- Calicalicus
- Calidris
- Caliechthrus
- Callacanthis
- Callaeas
- Callipepla
- Calliphlox
- Callocephalon
- Callonetta
- Calochaetes
- Calocitta
- Caloenas
- Calonectris
- Caloperdix
- Caloramphus
- Calothorax
- Calypte
- Calyptocichla
- Calyptomena
- Calyptophilus
- Calyptorhynchus
- Calyptura
- Camarhynchus
- Camaroptera
- Campephaga
- Campephilus
- Campethera
- Campochaera
- Camptorhynchus
- Camptostoma
- Campylopterus
- Campylorhamphus
- Campylorhynchus
- Canirallus
- Capito
- Caprimulgus
- Capsiempis
- Caracara
- Cardellina
- Cardinalis
- Carduelis
- Cariama
- Caridonax
- Carpococcyx
- Carpodacus
- Carpodectes
- Carpornis
- Carpospiza
- Caryothraustes
- Casiornis
- Casuarius
- Catamblyrhynchus
- Catamenia
- Cataponera
- Catharopeza
- Cathartes
- Catharus
- Catherpes
- Catoptrophorus
- Catreus
- Cecropis
- Celeus
- Centrocercus
- Centropus
- Cephalopterus
- Cephalopyrus
- Cepphus
- Cerasophila
- Ceratogymna
- Cercibis
- Cercococcyx
- Cercomacra
- Cercomela
- Cercotrichas
- Cereopsis
- Cerorhinca
- Certhia
- Certhiaxis
- Certhidea
- Certhilauda
- Certhionyx
- Ceryle
- Cettia
- Ceuthmochares
- Ceyx
- Chaetocercus
- Chaetops
- Chaetoptila
- Chaetorhynchus
- Chaetornis
- Chaetura
- Chaimarrornis
- Chalcomitra
- Chalcoparia
- Chalcophaps
- Chalcopsitta
- Chalcostigma
- Chalybura
- Chamaea
- Chamaepetes
- Chamaeza
- Charadrius
- Charitospiza
- Charmosyna
- Chasiempis
- Chauna
- Chaunoproctus
- Chelictinia
- Chelidoptera
- Chen
- Chenonetta
- Cheramoeca
- Chersomanes
- Chersophilus
- Chilia потпада под Ochetorhynchus
- Chionis
- Chiroxiphia
- Chlamydera
- Chlamydochaera
- Chlamydotis
- Chlidonias
- Chloebia потпада под Erythrura
- Chloephaga
- Chloridops
- Chloroceryle
- Chlorocharis
- Chlorochrysa
- Chlorocichla
- Chloropeta
- Chlorophanes
- Chlorophonia
- Chloropipo
- Chloropsis
- Chlorornis
- Chlorospingus
- Chlorostilbon
- Chlorothraupis
- Chondestes
- Chondrohierax
- Chordeiles
- Chrysococcyx
- Chrysocolaptes
- Chrysolampis
- Chrysolophus
- Chrysomma
- Chrysomus
- Chrysothlypis
- Chrysuronia
- Chthonicola
- Chunga
- Ciccaba
- Cichladusa
- Cichlherminia
- Cichlocolaptes
- Cichlopsis
- Cicinnurus
- Ciconia
- Cinclidium
- Cinclocerthia
- Cinclodes
- Cincloramphus
- Cinclosoma
- Cinclus
- Cinnycerthia
- Cinnyricinclus
- Cinnyris
- Circaetus
- Circus
- Ciridops
- Cissa
- Cissopis
- Cisticola
- Cistothorus
- Cittura
- Cladorhynchus
- Clamator
- Clangula
- Claravis
- Cleptornis
- Clibanornis
- Climacteris
- Clytoceyx
- Clytoctantes
- Clytolaema
- Clytomyias
- Clytorhynchus
- Clytospiza
- Cnemarchus
- Cnemophilus
- Cnemoscopus
- Cnemotriccus
- Cnipodectes
- Coccothraustes
- Coccyzus
- Cochlearius
- Cochoa
- Coeligena
- Coenocorypha
- Coereba
- Colaptes
- Colibri
- Colinus
- Colius
- Collocalia
- Colluricincla
- Colonia
- Colorhamphus
- Columba
- Columbina
- Compsothraupis
- Conioptilon
- Conirostrum
- Conopias
- Conopophaga
- Conopophila
- Conostoma
- Conothraupis
- Contopus
- Conuropsis
- Copsychus
- Coracias
- Coracina
- Coracopsis
- Coracornis
- Coragyps
- Corapipo
- Corcorax
- Cormobates
- Corvinella
- Corvus
- Corydon
- Coryphaspiza
- Coryphistera
- Coryphospingus
- Corythaeola
- Corythaixoides
- Corythopis
- Coscoroba
- Cossypha
- Cossyphicula
- Cotinga
- Coturnicops
- Coturnix
- Coua
- Cracticus
- Cranioleuca
- Crateroscelis
- Crax
- Creagrus
- Creatophora
- Crecopsis
- Creurgops
- Crex
- Crinifer
- Criniger
- Crocias
- Crossleyia
- Crossoptilon
- Crotophaga
- Crypsirina
- Cryptophaps
- Cryptospiza
- Cryptosylvicola
- Crypturellus
- Cuculus
- Culicicapa
- Culicivora
- Curaeus
- Cursorius
- Cutia
- Cyanerpes
- Cyanicterus
- Cyanistes
- Cyanochen
- Cyanocitta
- Cyanocompsa
- Cyanocorax
- Cyanolanius
- Cyanolimnas
- Cyanoliseus
- Cyanoloxia
- Cyanolyca
- Cyanomitra
- Cyanophaia
- Cyanopica
- Cyanopsitta
- Cyanoptila
- Cyanoramphus
- Cyclarhis
- Cyclopsitta
- Cygnus
- Cymbilaimus
- Cymbirhynchus
- Cynanthus
- Cyornis
- Cyphorhinus
- Cypseloides
- Cypsiurus
- Cypsnagra
- Cyrtonyx

## D
- Dacelo
- Dacnis
- Dactylortyx
- Damophila
- Daphoenositta
- Daption
- Daptrius
- Dasyornis
- Deconychura
- Deleornis
- Delichon
- Delothraupis
- Deltarhynchus
- Dendragapus
- Dendrexetastes
- Dendrocincla
- Dendrocitta
- Dendrocolaptes
- Dendrocopos
- Dendrocygna
- Dendroica
- Dendronanthus
- Dendropicos
- Dendroplex
- Dendrortyx
- Deroptyus
- Diaphorapteryx
- Dicaeum
- Dichrozona
- Dicrurus
- Didunculus
- Diglossa
- Diglossopis
- Dinemellia
- Dinopium
- Dinornis
- Diomedea
- Diopsittaca
- Discosura
- Diuca
- Dives
- Dixiphia
- Dolichonyx
- Doliornis
- Dolospingus
- Donacobius
- Donacospiza
- Doricha
- Doryfera
- Drepanis
- Drepanoptila
- Drepanorhynchus
- Dreptes
- Dromaeocercus
- Dromaius
- Dromas
- Dromococcyx
- Drymocichla
- Drymodes
- Drymophila
- Drymornis
- Dryocopus
- Dryolimnas
- Dryoscopus
- Dryotriorchis
- Dubusia
- Ducula
- Dulus
- Dumetella
- Dumetia
- Dyaphorophyia
- Dysithamnus
- Dysmorodrepanis
- Dysmoropelia

## E
- Eclectus
- Ectopistes
- Egretta
- Elaenia
- Elanoides
- Elanus
- Electron
- Eleothreptus
- Eminia
- Elseyornis
- Elvira
- Emberiza
- Emberizioides
- Embernagra
- Emblema
- Emeus
- Eminia
- Empidonax
- Empidonomus
- Empidornis
- Enicognathus
- Enicurus
- Enodes
- Ensifera
- Entomodestes
- Entomyzon
- Eolophus
- Eophona
- Eopsaltria
- Eos
- Ephippiorhynchus
- Epimachus
- Epinecrophylla
- Epthianura
- Eremalauda
- Eremiornis
- Eremobius
- Eremomela
- Eremophila
- Eremopterix
- Ergaticus
- Eriocnemis
- Erithacus
- Erpornis
- Erythrocercus
- Erythrogonys
- Erythrotriorchis
- Erythrura
- Estrilda
- Eubucco
- Eucometis
- Eudocimus
- Eudromia
- Eudynamys
- Eudyptes
- Eudyptula
- Eugenes
- Eugerygone
- Eugralla
- Eulabeornis
- Eulacestoma
- Eulampis
- Eulidia
- Eulipoa
- Eumomota
- Eumyias
- Euneornis
- Eunymphicus
- Euodice
- Eupetes
- Eupetomena
- Euphagus
- Eupherusa
- Euphonia
- Euplectes
- Eupodotis
- Euptilotis
- Eurocephalus
- Eurostopodus
- Euryapteryx
- Euryceros
- Eurylaimus
- Eurynorhynchus
- Euryptila
- Eurypyga
- Eurystomus
- Euscarthmus
- Euschistospiza
- Euthlypis
- Eutoxeres
- Eutrichomyias
- Eutriorchis

## F
- Falcipennis
- Falco
- Falculea
- Falcunculus
- Ferminia
- Ficedula
- Florisuga
- Fluvicola
- Formicarius
- Formicivora
- Forpus
- Foudia
- Foulehaio
- Francolinus
- Fraseria
- Fratercula
- Frederickena
- Fregata
- Fregetta
- Fregilupus
- Fringilla
- Fulica
- Fulmarus
- Furnarius

## G
- Galbalcyrhynchus
- Galbula
- Galerida
- Gallicolumba
- Gallicrex
- Gallinago
- Gallinula
- Gallirallus
- Galloperdix
- Gallus
- Gampsonyx
- Gampsorhynchus
- Garrodia
- Garrulax
- Garrulus
- Gavia
- Gecinulus
- Gelochelidon
- Geobates
- Geococcyx
- Geocolaptes
- Geoffroyus
- Geomalia
- Geopelia
- Geophaps
- Geopsittacus
- Geositta
- Geospiza
- Geothlypis
- Geotrygon
- Geranoaetus
- Geranospiza
- Geronticus
- Gerygone
- Glareola
- Glaucidium
- Glaucis
- Glossopsitta
- Glycichaera
- Glyphorynchus
- Gnorimopsar
- Goethalsia
- Goldmania
- Gorsachius
- Goura
- Gracula
- Gracupica
- Grafisia
- Grallaria
- Grallaricula
- Grallina
- Graminicola
- Granatellus
- Grandala
- Grantiella
- Graueria
- Graydidascalus
- Griseotyrannus
- Grus
- Guadalcanaria
- Guaruba
- Gubernatrix
- Gubernetes
- Guira
- Guttera
- Gyalophylax
- Gygis
- Gymnobucco
- Gymnocichla
- Gymnocrex
- Gymnoderus
- Gymnoglaux
- Gymnogyps
- Gymnomystax
- Gymnomyza
- Gymnophaps
- Gymnopithys
- Gymnorhina
- Gymnorhinus
- Gymnostinops
- Gypaetus
- Gypohierax
- Gyps

## H
- Habia
- Habroptila
- Haematoderus
- Haematopus
- Haematortyx
- Haematospiza
- Halcyon
- Haliaeetus
- Haliastur
- Halobaena
- Hamirostra
- Hapalopsittaca
- Hapaloptila
- Haplochelidon
- Haplophaedia
- Haplospiza
- Harpactes
- Harpagornis
- Harpagus
- Harpia
- Harpyhaliaetus
- Harpyopsis
- Hartertula
- Hedydipna
- Heinrichia
- Heleia
- Heliactin
- Heliangelus
- Heliobletus
- Heliodoxa
- Heliolais
- Heliomaster
- Heliopais
- Heliornis
- Heliothryx
- Hellmayrea
- Helmitheros
- Hemicircus
- Hemignathus
- Hemimacronyx
- Hemiphaga
- Hemiprocne
- Hemipus
- Hemispingus
- Hemitesia
- Hemithraupis
- Hemitriccus
- Hemixos
- Henicopernis
- Henicophaps
- Henicorhina
- Herpetotheres
- Herpsilochmus
- Heterocercus
- Heteromirafra
- Heteromunia
- Heteromyias
- Heteronetta
- Heterophasia
- Heteroscelus
- Heterospingus
- Himantopus
- Himantornis
- Himatione
- Hippolais
- Hirundapus
- Hirundinea
- Hirundo
- Histrionicus
- Histurgops
- Hodgsonius
- Horizorhinus
- Houbaropsis
- Humblotia
- Hydrobates
- Hydrochous
- Hydrophasianus
- Hydroprogne
- Hydropsalis
- Hyetornis
- Hylacola
- Hylexetastes
- Hylia
- Hyliota
- Hylocharis
- Hylocichla
- Hylocitrea
- Hylocryptus
- Hyloctistes
- Hylomanes
- Hylonympha
- Hylopezus
- Hylophilus
- Hylophylax
- Hylorchilus
- Hymenolaimus
- Hymenops
- Hypargos
- Hypergerus
- Hypnelus
- Hypocnemis
- Hypocnemoides
- Hypocolius
- Hypocryptadius
- Hypoedaleus
- Hypogramma
- Hypopyrrhus
- Hypositta
- Hypothymis
- Hypsipetes

## I
- Ibidorhyncha
- Ibycter
- Ichthyophaga
- Icteria
- Icterus
- Ictinaetus
- Ictinia
- Idiopsar
- Ifrita
- Ilicura
- Illadopsis
- Incana
- Incaspiza
- Indicator
- Inezia
- Iodopleura
- Iole
- Irania
- Irediparra
- Irena
- Iridophanes
- Iridosornis
- Ispidina
- Ithaginis
- Ixobrychus
- Ixonotus
- Ixoreus
- Ixos

## J
- Jabiru
- Jabouilleia
- Jacamaralcyon
- Jacamerops
- Jacana
- Jubula
- Junco
- Jynx

## K
- Kakamega
- Kaupifalco
- Kenopia
- Ketupa
- Klais
- Knipolegus
- Kupeornis

## L
- Lacedo
- Lafresnaya
- Lagonosticta
- Lagopus
- Lalage
- Lampornis
- Lamprolaima
- Lamprolia
- Lampropsar
- Lamprospiza
- Lamprotornis
- Laniarius
- Laniisoma
- Lanio
- Laniocera
- Lanioturdus
- Lanius
- Larosterna
- Larus
- Laterallus
- Lathamus
- Lathrotriccus
- Latoucheornis
- Legatus
- Leiothrix
- Leipoa
- Lepidocolaptes
- Lepidopyga
- Lepidothrix
- Leptasthenura
- Leptocoma
- Leptodon
- Leptopoecile
- Leptopogon
- Leptopterus
- Leptoptilos
- Leptosittaca
- Leptosomus
- Leptotila
- Lerwa
- Lesbia
- Lessonia
- Leucippus
- Leucochloris
- Leucopeza
- Leucophaeus
- Leucopsar
- Leucopternis
- Leucosarcia
- Leucosticte
- Lewinia
- Lichenostomus
- Lichmera
- Limicola
- Limnoctites
- Limnodromus
- Limnornis
- Limnothlypis
- Limosa
- Linurgus
- Liocichla
- Lioptilus
- Liosceles
- Lipaugus
- Lissotis
- Loboparadisea
- Lochmias
- Locustella
- Loddigesia
- Lonchura
- Lophaetus
- Lophodytes
- Lophoictinia
- Lopholaimus
- Lophophanes
- Lophophorus
- Lophopsittacus
- Lophorina
- Lophornis
- Lophospingus
- Lophostrix
- Lophotibis
- Lophotriccus
- Lophozosterops
- Lophura
- Loriculus
- Lorius
- Loxia
- Loxigilla
- Loxioides
- Loxipasser
- Loxops
- Lullula
- Lurocalis
- Luscinia
- Lybius
- Lycocorax
- Lymnocryptes
- Lysurus

## M
- Macgregoria
- Machaerirhynchus
- Machaeropterus
- Macheiramphus
- Machetornis
- Macholophus
- Mackenziaena
- Macroagelaius
- Macrocephalon
- Macrodipteryx
- Macronectes
- Macronus
- Macronyx
- Macropsalis
- Macropygia
- Macrosphenus
- Madanga
- Malacocincla
- Malaconotus
- Malacopteron
- Malacoptila
- Malacorhynchus
- Malcorus
- MMalia
- Malimbus
- Malurus
- Manacus
- Mandingoa
- Manorina
- Manucodia
- Margaroperdix
- Margarops
- Margarornis
- Marmaronetta
- Mascarenotus
- Mascarinus
- Masius
- Mayrornis
- Mearnsia
- Mecocerculus
- Megabyas
- Megaceryle
- Megacrex
- Megadyptes
- Megalaima
- Megalapteryx
- Megalurulus
- Megalurus
- Megapodius
- Megarhynchus
- Megascops
- Megastictus
- Megatriorchis
- Megaxenops
- Megazosterops
- Meiglyptes
- Melaenornis
- Melampitta
- Melamprosops
- Melanerpes
- Melaniparus
- Melanitta
- Melanocharis
- Melanochlora
- Melanocorypha
- Melanodera
- Melanodryas
- Melanopareia
- Melanoperdix
- Melanoptila
- Melanospiza
- Melanotis
- Meleagris
- Melichneutes
- Melidectes
- Melidora
- Melierax
- Melignomon
- Melilestes
- Meliphaga
- Melipotes
- Melithreptus
- Melitograis
- Mellisuga
- Melocichla
- Melophus
- Melopsittacus
- Melopyrrha
- Melospiza
- Melozone
- Menura
- Merganetta
- Mergellus
- Mergus
- Meropogon
- Merops
- Merulaxis
- Mesembrinibis
- Mesitornis
- Metabolus
- Metallura
- Metopidius
- Metopothrix
- Metriopelia
- Micrastur
- Micrathene
- Microbates
- Microcerculus
- Microchera
- Microdynamis
- Microeca
- Microgoura
- Microhierax
- Microligea
- Micromacronus
- Micromonacha
- Micronisus
- Microparra
- Micropsitta
- Micropygia
- Microrhopias
- Microscelis
- Microstilbon
- Milvago
- Milvus
- Mimizuku
- Mimodes
- Mimus
- Minla
- Mino
- Mionectes
- Mirafra
- Mitrephanes
- Mitrospingus
- Mitu
- Mniotilta
- Modulatrix
- Moho
- Mohoua
- Molothrus
- Momotus
- Monachella
- Monarcha
- Monasa
- Monias
- Monticola
- Montifringilla
- Morococcyx
- Morphnus
- Morus
- Motacilla
- Mulleripicus
- Muscicapa
- Muscicapella
- Muscigralla
- Muscipipra
- Muscisaxicola
- Musophaga
- Myadestes
- Mycerobas
- Mycteria
- Myiagra
- Myiarchus
- Myiobius
- Myioborus
- Myiodynastes
- Myiopagis
- Myioparus
- Myiophobus
- Myiopsitta
- Myiornis
- Myiotheretes
- Myiotriccus
- Myiozetetes
- Myophonus
- Myornis
- Myrmeciza
- Myrmecocichla
- Myrmia
- Myrmoborus
- Myrmochanes
- Myrmorchilus
- Myrmornis
- Myrmothera
- Myrmotherula
- Myrtis
- Mystacornis
- Myza
- Myzomela
- Myzornis

## N
- Namibornis
- Nandayus
- Nannococcyx
- Nannopsittaca
- Napothera
- Nasica
- Neafrapus
- Necropsar
- Necropsittacus
- Necrosyrtes
- Nectarinia
- Nemosia
- Neochelidon
- Neochen
- Neochmia
- Neocichla
- Neocossyphus
- Neocrex
- Neoctantes
- Neodrepanis
- Neolalage
- Neolestes
- Neomixis
- Neomorphus
- Neopelma
- Neophema
- Neophron
- Neopipo
- Neopsephotus
- Neopsittacus
- Neorhopias
- Neositta
- Neospiza
- Neothraupis
- Neotis
- Neoxolmis
- Nephelornis
- Nesasio
- Nesillas
- Nesocharis
- Nesocichla
- Nesoclopeus
- Nesoctites
- Nesoenas
- Nesofregetta
- Nesomimus
- Nesopsar
- Nesospingus
- Nesospiza
- Nesotriccus
- Nestor
- Netta
- Nettapus
- Newtonia
- Nicator
- Nigrita
- Nilaus
- Niltava
- Ninox
- Nipponia
- Nomonyx
- Nonnula
- Northiella
- Notharchus
- Nothocercus
- Nothocrax
- Nothoprocta
- Nothura
- Notiochelidon
- Notiomystis
- Nucifraga
- Numenius
- Numida
- Nyctanassa
- Nyctibius
- Nycticorax
- Nycticryphes
- Nyctidromus
- Nyctiphrynus
- Nyctiprogne
- Nyctyornis
- Nymphicus
- Nystalus

## O
- Oceanites
- Oceanodroma
- Ochetorhynchus
- Ochthoeca
- Ochthornis
- Ocreatus
- Oculocincta
- Ocyalus
- Ocyceros
- Ocyphaps
- Odontophorus
- Odontorchilus
- Odontospiza
- Oedistoma
- Oena
- Oenanthe
- Ognorhynchus
- Oncostoma
- Onychognathus
- Onychorhynchus
- Ophrysia
- Opisthocomus
- Opisthoprora
- Oporornis
- Orchesticus
- Oreocharis
- Oreoica
- Oreomanes
- Oreomystis
- Oreonympha
- Oreophasis
- Oreophilais
- Oreopholus
- Oreophylax
- Oreopsittacus
- Oreornis
- Oreortyx
- Oreoscoptes
- Oreoscopus
- Oreostruthus
- Oreothraupis
- Oreotrochilus
- Origma
- Oriolia
- Oriolus
- Oriturus
- Ornithion
- Oroaetus
- Ortalis
- Orthogonys
- Orthonyx
- Orthopsittaca
- Orthorhynchus
- Orthotomus
- Ortygospiza
- Ortyxelos
- Oryzoborus
- Otidiphaps
- Otis
- Otus
- Oxylabes
- Oxypogon
- Oxyruncus
- Oxyura

## P
- Pachycare
- Pachycephala
- Pachycephalopsis
- Pachycoccyx
- Pachyornis
- Pachyphantes
- Pachyptila
- Pachyramphus
- Padda
- Pagodroma
- Pagophila
- Palmeria
- Paludipasser
- Pandion
- Panterpe
- Panurus
- Panyptila
- Papasula
- Parabuteo
- Paradigalla
- Paradisaea
- Paradoxornis
- Paramythia
- Pardaliparus
- Pardalotus
- Pardirallus
- Parisoma
- Parkerthraustes
- Parmoptila
- Paroaria
- Parophasma
- Paroreomyza
- Parotia
- Parula
- Parus
- Passer
- Passerculus
- Passerella
- Passerina
- Pastor
- Patagioenas
- Patagona
- Pauxi
- Pavo
- Pedionomus
- Pelagodroma
- Pelargopsis
- Pelecanoides
- Pelecanus
- Pellorneum
- Peltohyas
- Peltops
- Penelope
- Penelopides
- Penelopina
- Peneothello
- Percnostola
- Perdicula
- Perdix
- Pericrocotus
- Periparus
- Periporphyrus
- Perisoreus
- Perissocephalus
- Pernis
- Petrochelidon
- Petroica
- Petronia
- Petrophassa
- Peucedramus
- Pezopetes
- Pezoporus
- Phacellodomus
- Phaenicophaeus
- Phaenicophilus
- Phaenostictus
- Phaeochroa
- Phaeomyias
- Phaethon
- Phaethornis
- Phaetusa
- Phainopepla
- Phainoptila
- Phalacrocorax
- Phalaenoptilus
- Phalaropus
- Phalcoboenus
- Phapitreron
- Phaps
- Pharomachrus
- Phasianus
- Phedina
- Phegornis
- Phelpsia
- Pheucticus
- Phibalura
- Phigys
- Philemon
- Philentoma
- Philepitta
- Philesturnus
- Philetairus
- Philohydor
- Philomachus
- Philortyx
- Philydor
- Phimosus
- Phlegopsis
- Phleocryptes
- Phlogophilus
- Phodilus
- Phoebastria
- Phoebetria
- Phoenicircus
- Phoenicopterus
- Phoeniculus
- Phoenicurus
- Pholia
- Pholidornis
- Phrygilus
- Phylidonyris
- Phyllanthus
- Phyllastrephus
- Phyllolais
- Phyllomyias
- Phylloscartes
- Phylloscopus
- Phytotoma
- Piaya
- Pica
- Picathartes
- Picoides
- Piculus
- Picumnus
- Picus
- Piezorhina
- Pilherodius
- Pinarocorys
- Pinaroloxias
- Pinarornis
- Pinicola
- Pionites
- Pionopsitta
- Pionus
- Pipile
- Pipilo
- Pipra
- Pipraeidea
- Pipreola
- Piprites
- Piranga
- Pitangus
- Pithecophaga
- Pithys
- Pitohui
- Pitta
- Pittasoma
- Pityriasis
- Platalea
- Platycercus
- Platycichla
- Platylophus
- Platyrinchus
- Platysmurus
- Platysteira
- Plectrophenax
- Plectropterus
- Plectrorhyncha
- Plegadis
- Plocepasser
- Ploceus
- Pluvialis
- Pluvianellus
- Pluvianus
- Pnoepyga
- Podager
- Podargus
- Podica
- Podiceps
- Podilymbus
- Podoces
- Poecile
- Poecilodryas
- Poecilotriccus
- Poeoptera
- Poephila
- Pogoniulus
- Pogonocichla
- Pogonotriccus
- Poicephalus
- Polemaetus
- Polihierax
- Poliocephalus
- Poliolais
- Polioptila
- Polioxolmis
- Polyboroides
- Polyerata
- Polyonymus
- Polyplectron
- Polysticta
- Polystictus
- Polytelis
- Polytmus
- Pomarea
- Pomatorhinus
- Pomatostomus
- Pooecetes
- Poospiza
- Popelairia
- Porphyrio
- Porphyrolaema
- Porphyrospiza
- Porzana
- Premnoplex
- Premnornis
- Primolius
- Prinia
- Prioniturus
- Prionochilus
- Prionodura
- Prionops
- Priotelus
- Probosciger
- Procellaria
- Procelsterna
- Procnias
- Prodotiscus
- Progne
- Promerops
- Prosobonia
- Prosopeia
- Prosthemadera
- Protonotaria
- Prunella
- Psalidoprocne
- Psaltria
- Psaltriparus
- Psarisomus
- Psarocolius
- Pselliophorus
- Psephotus
- Pseudalaemon
- Pseudelaenia
- Pseudeos
- Pseudhirundo
- Pseudibis
- Pseudobias
- Pseudocalyptomena
- Pseudochelidon
- Pseudochloroptila
- Pseudocolaptes
- Pseudocolopteryx
- Pseudocossyphus
- Pseudodacnis
- Pseudoleistes
- Pseudonestor
- Pseudonigrita
- Pseudopodoces
- Pseudoscops
- Pseudoseisura
- Pseudotriccus
- Psilopogon
- Psilopsiagon
- Psilorhamphus
- Psittacella
- Psittacula
- Psittaculirostris
- Psittacus
- Psitteuteles
- Psittinus
- Psittirostra
- Psittrichas
- Psophia
- Psophocichla
- Psophodes
- Pteridophora
- Pterocles
- Pterodroma
- Pteroglossus
- Pteronetta
- Pterophanes
- Pteroptochos
- Pteruthius
- Ptilinopus
- Ptilocichla
- Ptilogonys
- Ptilonorhynchus
- Ptilopachus
- Ptiloprora
- Ptilopsis
- Ptiloris
- Ptilorrhoa
- Ptilostomus
- Ptychoramphus
- Ptyonoprogne
- Ptyrticus
- Pucrasia
- Puffinus
- Pulsatrix
- Purpureicephalus
- Pycnonotus
- Pycnoptilus
- Pycnopygius
- Pygarrhichas
- Pygiptila
- Pygoscelis
- Pyrenestes
- Pyriglena
- Pyrocephalus
- Pyroderus
- Pyrrhocoma
- Pyrrhocorax
- Pyrrholaemus
- Pyrrhomyias
- Pyrrhoplectes
- Pyrrhula
- Pyrrhura
- Pyrroglaux
- Pytilia

## Q
- Quelea
- Querula
- Quiscalus

## R
- Rallina
- Rallus
- Ramphastos
- Ramphocaenus
- Ramphocelus
- Ramphocinclus
- Ramphocoris
- Ramphodon
- Ramphomicron
- Ramphotrigon
- Ramsayornis
- Randia
- Recurvirostra
- Regulus
- Reinwardtipicus
- Reinwardtoena
- Remiz
- Rhabdornis
- Rhagologus
- Rhamphomantis
- Rhaphidura
- Rhea
- Rhegmatorhina
- Rheinardia
- Rhinocrypta
- Rhinomyias
- Rhinopomastus
- Rhinoptilus
- Rhipidura
- Rhizothera
- Rhodinocichla
- Rhodopechys
- Rhodophoneus
- Rhodopis
- Rhodospingus
- Rhodospiza
- Rhodostethia
- Rhodothraupis
- Rhopocichla
- Rhopophilus
- Rhopornis
- Rhyacornis
- Rhynchocyclus
- Rhynchopsitta
- Rhynchortyx
- Rhynchostruthus
- Rhyncotus
- Rhynochetos
- Rhytipterna
- Ridgwayia
- Rimator
- Riparia
- Rissa
- Rollandia
- Rollulus
- Roraimia
- Rostratula
- Rostrhamus
- Rougetius
- Rowettia
- Rukia
- Rupicola
- Ruwenzorornis
- Rynchops

## S
- Sagittarius
- Sakesphorus
- Salpinctes
- Salpornis
- Saltator
- Saltatricula
- Salvadorina
- Sapayoa
- Sapheopipo
- Sappho
- Sarcogyps
- Sarcops
- Sarcoramphus
- Sarkidiornis
- Saroglossa
- Sarothrura
- Sasia
- Satrapa
- Saucerottia
- Saurothera
- Saxicola
- Saxicoloides
- Sayornis
- Scelorchilus
- Sceptomycter
- Schetba
- Schiffornis
- Schistes
- Schistochlamys
- Schizoeaca
- Schoenicola
- Schoeniophylax
- Schoutedenapus
- Scissirostrum
- Sclateria
- Sclerurus
- Scolopax
- Scopus
- Scotocerca
- Scotopelia
- Scytalopus
- Scythrops
- Seicercus
- Seiurus
- Selasphorus
- Selenidera
- Seleucidis
- Semioptera
- Semnornis
- Sephanoides
- Sericornis
- Sericossypha
- Sericulus
- Serilophus
- Serinus
- Serpophaga
- Setophaga
- Setornis
- Sheppardia
- Sialia
- Sicalis
- Sigelus
- Simoxenops
- Siphonorhis
- Sipodotus
- Siptornis
- Siptornopsis
- Sirystes
- Sitta
- Sittasomus
- Sittiparus
- Skutchia
- Smicrornis
- Smithornis
- Smutsornis
- Snowornis
- Somateria
- Spartonoica
- Speculipastor
- Speirops
- Spelaeornis
- Spermestes
- Spermophaga
- Sphecotheres
- Spheniscus
- Sphenocichla
- Sphenoeacus
- Sphyrapicus
- Spiloptila
- Spilornis
- Spindalis
- Spiza
- Spizaetus
- Spizastur
- Spizella
- Spiziapteryx
- Spizixos
- Spizocorys
- Sporaeginthus
- Sporophila
- Sporopipes
- Spreo
- Stachyris
- Stactolaema
- Stagonopleura
- Starnoenas
- Steatornis
- Stelgidopteryx
- Stellula
- Stenostira
- Stephanoaetus
- Stephanophorus
- Stephanoxis
- Stercorarius
- Sterna
- Sternoclyta
- Stictonetta
- Stigmatura
- Stiltia
- Stiphrornis
- Stipiturus
- Strepera
- Streptocitta
- Streptopelia
- Streptoprocne
- Stresemannia
- Strigops
- Strix
- Struthidea
- Sturnella
- Sturnia
- Sturnus
- Sublegatus
- Suiriri
- Sula
- Surnia
- Surniculus
- Swynnertonia
- Sylvia
- Sylvietta
- Sylviorthorhynchus
- Sylviparus
- Syma
- Synallaxis
- Syndactyla
- Synthliboramphus
- Sypheotides
- Syrigma
- Syrmaticus
- Syrrhaptes

## T
- Tachornis
- Tachuris
- Tachybaptus
- Tachycineta
- Tachyeres
- Tachymarptis
- Tachyphonus
- Tadorna
- Taeniopygia
- Taeniotriccus
- Talegalla
- Tangara
- Tanygnathus
- Tanysiptera
- Taoniscus
- Tapera
- Taphrolesbia
- Taraba
- Tarsiger
- Tauraco
- Tchagra
- Telacanthura
- Teledromas
- Telespiza
- Telophorus
- Temenuchus
- Temnurus
- Tephrodornis
- Tephrozosterops
- Terathopius
- Terenotriccus
- Terenura
- Teretistris
- Terpsiphone
- Tersina
- Tesia
- Tetrao
- Tetraogallus
- Tetraophasis
- Tetrax
- Thalassoica
- Thalassornis
- Thalassarche
- Thalurania
- Thamnistes
- Thamnolaea
- Thamnomanes
- Thamnophilus
- Thamnornis
- Thaumastura
- Theristicus
- Thescelocichla
- Thinocorus
- Thinornis
- Thlypopsis
- Thraupis
- Threnetes
- Threskiornis
- Thripadectes
- Thripophaga
- Thryomanes
- Thryorchilus
- Thryothorus
- Tiaris
- Tichodroma
- Tickellia
- Tigriornis
- Tigrisoma
- Tijuca
- Tilmatura
- Timalia
- Timeliopsis
- Tinamotis
- Tinamus
- Tityra
- Tmetothylacus
- Tockus
- Todiramphus
- Todirostrum
- Todus
- Tolmomyias
- Topaza
- Torgos
- Torreornis
- Touit
- Toxorhamphus
- Toxostoma
- Trachyphonus
- Tragopan
- Tregellasia
- Treron
- Trichastoma
- Trichixos
- Trichocichla
- Trichodere
- Trichoglossus
- Tricholaema
- Tricholestes
- Trichothraupis
- Triclaria
- Trigonoceps
- Tringa
- Trochilus
- Trochocercus
- Troglodytes
- Trogon
- Trugon
- Tryngites
- Tumbezia
- Turacoena
- Turdoides
- Turdus
- Turnix
- Turtur
- Tylas
- Tympanuchus
- Tyranneutes
- Tyrannopsis
- Tyrannulus
- Tyrannus
- Tyto

## U
- Upucerthia
- Upupa
- Uraeginthus
- Uragus
- Uratelornis
- Uria
- Urochroa
- Urocissa
- Urocolius
- Urocynchramus
- Uroglaux
- Urolais
- Uropelia
- Uropsalis
- Uropsila
- Urorhipis
- Urosphena
- Urosticte
- Urothraupis
- Urotriorchis

## V
- Vanellus
- Vanga
- Veniliornis
- Vermivora
- Vestiaria
- Vidua
- Vini
- Vireo
- Vireolanius
- Volatinia
- Vultur

## W
- Wetmorethraupis
- Wilsonia
- Woodfordia

## X
- Xanthocephalus
- Xanthomyza
- Xanthopsar
- Xanthotis
- Xema
- Xenerpestes
- Xenicus
- Xenocopsychus
- Xenodacnis
- Xenoglaux
- Xenoligea
- Xenoperdix
- Xenopipo
- Xenopirostris
- Xenops
- Xenopsaris
- Xenornis
- Xenospingus
- Xenospiza
- Xenotriccus
- Xenus
- Xiphidiopicus
- Xiphirhynchus
- Xiphocolaptes
- Xipholena
- Xiphorhynchus
- Xolmis

## Y
- Yuhina

## Z
- Zaratornis
- Zavattariornis
- Zebrilus
- Zeledonia
- Zenaida
- Zimmerius
- Zonerodius
- Zonotrichia
- Zoonavena
- Zoothera
- Zosterops